# Sphaeridium daemonicum
Sphaeridium daemonicum – gatunek chrząszcza z rodziny kałużnicowatych i podrodziny Sphaeridiinae.
Gatunek ten opisany został w 2015 roku przez Martina Fikáčka i Daniela Kropáčka, którzy jako miejsce typowe wskazali okolice Bhalukpong w północno-zachodnich Indiach.
Chrząszcz o szeroko-owalnym ciele długości od 3,7 do 4,4 mm i szerokości od 2,7 do 3,1 mm. Głowę ma z wierzchu czarną, z rudobrązową wargą górną i głęboko wciętymi z przodu, małymi oczami, poprzedzonymi drobnymi, rudymi kropkami. Przedplecze czarne z szerokimi, żółtawymi pasami na brzegach bocznych; jego tylno-boczne kąty kanciaste, a tylna krawędź głęboko dwufalista. Na ciemnobrązowych do czarnych pokrywach znajduje się żółtawa plama, która zakrywa całą wierzchołkową ⅓, wzdłuż szwu sięgają do połowy długości, a wzdłuż boków prawie do ich nasady. Na każdej z pokryw 10 serii nakłuć. Spód ciała żółty z trójpłatkową plamą na zapiersiu. U samca środkowy płat edeagusa jest nieco przewężony i przedwierzchołkowo rozszerzony, osłonięty szerokimi paramerach.
Chrząszcz orientalny, znany z birmańskiej prowincji Taninthayi oraz indyjskiego stanu Arunachal Pradesh.